# 황금70 홍콩작전
황금70 홍콩작전은 1970년 공개된 대한민국의 영화이다.

## 배역
- 신성일
- 윤정희
- 최무룡
- 황해
- 이대엽
- 사미자
- 방인자
- 문오장
- 김동원
- 최성호
- 최성
- 이성섭
- 임해림
- 김홍규
- 신찬일
- 최무웅